# 佩尔蒂·普尔霍宁
佩尔蒂·普尔霍宁（芬蘭語：Pertti Purhonen，1942年6月14日—2011年2月5日），芬兰男子拳击运动员。他曾代表芬兰参加1964年夏季奥林匹克运动会拳击比赛，获得男子沉量级铜牌。他于2008年入选芬兰拳击名人堂。